# Sierra Blanquilla
Sierra Blanquilla är ett berg i Spanien.   Det ligger i provinsen Provincia de Málaga och regionen Andalusien, i den södra delen av landet, 400 km söder om huvudstaden Madrid. Toppen på Sierra Blanquilla är 1 304 meter över havet.
Terrängen runt Sierra Blanquilla är huvudsakligen kuperad.Runt Sierra Blanquilla är det ganska tätbefolkat, med 58 invånare per kvadratkilometer. Närmaste större samhälle är Ronda, 11,5 km väster om Sierra Blanquilla. 